# Svarttjärnen (Alanäs socken, Jämtland, 713349-147275)
Svarttjärnen är en sjö i Strömsunds kommun i Jämtland och ingår i Ångermanälvens huvudavrinningsområde.